# Чхве Джинсиль
Чхве Джинсиль (кор. 최진실; 24 декабря 1968, Сеул, Южная Корея — 2 октября 2008, Сеул, Южная Корея) — южнокорейская актриса. Она считалась одной из лучших актрис Южной Кореи и имела прозвище «Актриса нации». Сыграла ведущие роли в восемнадцати фильмах, снялась в двадцати телевизионных драмах и в ста сорока рекламных роликах. Обладательница премий «Голубой дракон» (1990) и «Большой колокол» (1995).
Чхве Джинсиль покончила с собой, повесившись 2 октября 2008 года в своём доме в Сеуле.

## Ранние годы
Чхве Джинcиль родилась 24 декабря 1968 года в Сеуле. Она была первенцем в семье Чой Гук Хена и Чжон О Сук. С 1985 года родители жили отдельно и развелись в 1998. У неё был младший брат, Чхве Джинён, который позже стал актёром и певцом.
Её семья была настолько бедна, что мама продавала на рынке за маленькой уличной палаткой «Pojangmacha» разнообразную еду.
Чхве мечтала стать звездой, чтобы больше не быть бедной. Она признавалась в теле-шоу, что её прозвищем в школьные годы было «Чойсуйоби», потому что она ела суйоби (суп с клёцками), вместо обыкновенной еды и все из-за положения в семье. Хотя она позже стала высокооплачиваемой моделью и актрисой, Чхве славилась своей экономностью, за что даже получала награды.

## Карьера
В 1987 году Чхве Джинсиль окончила «Seonil Girls' High School». Она начала покорять мир корейского шоу-бизнеса, снявшись в рекламе Samsung Electronics, где сыграла домохозяйку, которая совсем недавно вышла замуж. В 1988 году Чхве стала актрисой, снявшись в исторической дораме «500 лет династии Чосон» (MBC, 500 Years of Joseon Dynasty). Её первым фильмом стал «Северокорейский шпион в Южной Корее» (North Korean Partisan in South Korea).
После нескольких второстепенных ролей, Чхве сыграла главные роли в дораме «Ревность» Jealousy» (1992), фильме «Моя любовь, моя невеста» (1990) и др. В 1998 году, Чхве написала свою автобиографию «Да, давай сегодня тоже будем жить искренне» (Yes, Let's Live Truthfully Today Too), в которой описывались те перемены, которые произошли в её жизни после окончания школы и до самого дебюта.
После развода со своим мужем в 2004 году, она очень долго оставалась в тени, воспитывая двоих детей. В 2005 году Чхве возвратилась на экраны в дораме «Розовая жизнь» (Rosy Life), получив много положительных отзывов как от критиков, так и от зрителей. Эта роль послужила началом новой жизни для её карьеры. Её последняя работа «Последний скандал моей жизни» ( The Last Scandal of My Life), также получила много хороших отзывов. Показ второго сезона дорамы планировался на ноябрь 2008 года, перед её внезапной смертью.
Она также участвовала в ток-шоу телеканала MC «Чхве Джинсиль. Правда и ложь» в 2008 году.

## Личная жизнь
В 1994 году её бывший менеджер Бэ Бен Су, который был влиятельной фигурой в шоу-бизнесе, был убит её тогдашним менеджером. Чхве Джинсиль затем вызвали в качестве свидетельницы по этому делу. Инцидент шокировал корейскую публику. Ходили слухи, что она была причастна к этому преступлению и её опорочили неустановленные лица. Она попала в дорожно-транспортное происшествие в 1995 году и часто становилась жертвой преследования, будучи почти похищенной в 1994 и 1998 годах.
В 2000 году, её свадьба с Чжо Сун Мином получила широкое внимание в Южной Корее. Чжо был профессиональным бейсболистом в Yomiuri Giants of Japan. Чхве впервые встретила Чжо на теле-шоу в 1998. В 2001 году Чхве родила сына Хван-Хи, а в 2003 дочь — Чжун-Хи.
В ноябре 2002 Чжо избил Чхве, когда она была беременна их вторым ребёнком. В августе 2004 Чжо снова поднял руку на Чхве. В сентябре того же года Чхве подала на развод. Чхве взяла всю опеку над детьми, при условии, что Чжо будет освобождён как от уплаты долгов её матери и брату, так и от издержек. По обоюдному согласию Чжо мог регулярно навещать своих детей.
В январе 2008 регистрация южнокорейских фамилий (hoju) изменилась. В результате дети могли взять фамилию матери, если того хотели члены семьи. В соответствии с изменениями, дети изменили свою фамилию.
После смерти актрисы её мать вступила в наследство и взяла опеку над двумя детьми.

### Обвинения в домашнем насилии
В августе 2004 актриса выступила с заявлением о том, что она подвергалась домашнему насилию. Впоследствии рекламодатель «Shinhan Engineering and Construction» заявил, что она не выполнила своего контрактного обязательства по сохранению имиджа, так как продемонстрировала на публике своё разбитое и опухшее лицо — результат жестокого обращения с ней тогдашнего мужа.
4 июня 2008 года Верховный Суд изменил своё решение о выплате компенсации актрисе рекламодателем уже в пользу последнего.
Отменив это постановление, Верховный Суд не одобрил поступок Чхве – выйти и объявить себя жертвой домашнего насилия, объяснив это тем, что действия актрисы не отвечают требованиям «социальной и моральной чести». Её двое детей, как и она, были ответчиками в суде.
9 июня 2008 года «Korean Womenlink», «Korea Women's Hot Line» и «Korea Women's Association» подали иск, тем самым обжаловав постановление суда. Женские объединения возмутились, что Верховный Суд не учёл страданий жертв домашнего насилия, в число который входила и Чхве. Что касается вердикта суда, защитники объявили, что насилие в доме это вопрос не «имиджа», а «выживания». «Когда человек страдает, ему нужно восстановить своё лицо и честь, открыв правду и начав искать законную помощь, как сделала Чхве» — сказала директор «Korean Womenlink».

## Смерть
2 октября 2008 года 39-летняя Чхве Джинсиль повесилась у себя дома в Сеуле, Южная Корея. Её смерть вызвала кратковременный всплеск суицидов в Южной Корее, в тот месяц полиция зафиксировала на 700 больше случаев, против обычного. 29 марта 2010 года, через год и 5 месяцев после самоубийства Чхве, её младший брат, актёр Чхве Джинён (род. 1970 — ум. 2010), совершил самоубийство тем же путём, в том же возрасте и городе, как его сестра. Он был похоронен рядом с сестрой.
8 сентября 2008 года Ан Чжэ Хван, муж известной комедийной актрисы Чжон Сун Хе, был найден мёртвым в своей машине. Ан совершил самоубийство, очевидно, по причине того, что не мог выплатить долги. Чжон и Чхве были близкими подругами долгое время в кругах корейского шоу-бизнеса. Когда новости о смерти Ан потрясли Корею, Чхве была не менее потрясена его внезапной смертью. Вскоре после похорон по интернету поползли слухи о том, что Чхве на самом деле ростовщица, она якобы дала большую сумму денег Ан. 22 сентября 2008 года Чхве добилась проведения полицейского расследования в отношении слухов, назвав из беспочвенными. 28 сентября 2008 полиция арестовала членов компании ценных бумаг за их распространение.
Чхве Джинсиль впала в большую депрессию из-за слухов, которыми был наполнен интернет, из-за того, что её обвинили в смерти друга — Ан Чжэ Хвана.
В ответ на смерть актрисы, правительство Южной Кореи попыталось урегулировать то, что выкладывают пользователи в интернет. Политики разработали законопроект, который ужесточал требования к регистрации в интернете (теперь пользователи должны были указывать только настоящие имена) и назначал более строгое наказание за оскорбления.

## Реакция прессы
Новости о её смерти появились в главных газетах и на ведущих каналах. Ранее большое количество репортёров ломилось в дом Чхве, журналисты начали обсуждать её поступок. С другой стороны, главные сайты интернета запретили пользователям оставлять свои какие-то замечания по поводу поступка Чхве, боясь оскорбительных комментариев.
Журналисты из The New York Times прокомментировали её смерть 2 октября 2008 года:

Почти 89 процентов населения Кореи имеет свободный доступ в интернет, и эта цифра постоянно растет. У большинства веб-сайтов есть специальные доски объявлений, где пользователи могут оставить любой анонимный комментарий, и практически у всех молодых людей есть свой блог, который они ведут через мобильный телефон. Такие сайты были главной аллеей всех слухов о возможных опасностях снятия ограничения с поставок американской говядины, которая стала поводом к массовым протестам на улицах и политическому подъёму в начале этого года. Главные веб-порталы страны недавно усилили контроль за комментариями, так что теперь любое оскорбление или грубое слово будет удалено с сайта, не дожидаясь жалоб от потерпевших. Но многие жертвы до сих пор жалуются, что злые слухи распространяются так быстро, что их репутация падает практически за ночь.Оригинальный текст (англ.)Almost 80 percent of South Korea's households have broadband access, fostering active online interactions. Most Web sites here have bulletin boards where users can post uncensored, anonymous comments, and nearly all young people run their own blogs, updating via cellphone. Such sites were a major avenue for rumors about the possible dangers of dropping a ban on American beef that fed enormous street protests and political upheaval earlier this year. Major Web portals have in recent years doubled the number of monitors to screen out online character assassination and respond more quickly to complaints of malicious rumors. But many victims still complained that vicious rumors spread so fast their reputations were ruined virtually overnight.
Журналисты из Time также прокомментировали её смерть 6 октября 2008 года.

Она была больше, чем южнокорейская Джулия Робертс или Анжелина Джоли. Почти 20 лет Чхве Чжин Силь была любима всей страной и близка к тому, чтобы стать «национальной актрисой». Но с тех пор, как её тело было найдено 2 октября, она стала символом тех трудностей, с которыми сталкиваются женщины в этом всё ещё глубоко консервативном, но технологически развитом обществе. Бесконечные сплетни стали виновны в её смерти. Но ясно, что роль матери-одиночки, которая работает и ведет публичную жизнь (такой человек в Южной Корее все ещё считается изгоем) была слишком трудна для неё.Оригинальный текст (англ.)She was more than South Korea's Julia Roberts or Angelina Jolie. For nearly 20 years, Choi was the country's cinematic sweetheart and as close to being a "national" actress as possible. But since her body was found on Oct. 2, an apparent suicide, she has become a symbol of the difficulties women face in this deeply conservative yet technologically savvy society. Incessant online gossip appears to have been largely to blame for her death. But it's also clear that public life as a single, working, divorced mom—still a pariah status in South Korea—was one role she had a lot of trouble with.

## Кража урны
Вокруг места захоронения Чхве Джинсиль, в парке, на кладбище Гапсан, в Янпене, были установлены камеры видеонаблюдения. 15 августа 2009 года был украден прах актрисы. Полиция начала расследование, так как при просмотре камер видеонаблюдения, было видно, как мужчина выносит урну. 26 августа полицейские арестовали преступника. Прах Чхве был найден у него дома.
Небольшой мемориальный парк был построен для актрисы на кладбище в провинции Гыенги. Прах был помещен в новый склеп в парке на кладбище Гапсан, в Янпене 28 сентября 2009 года. Средства безопасности были установлены для того, чтобы предотвратить повторения дальнейших краж, склеп для этого был специально изготовлен в Китае, вокруг него стало больше камер видеонаблюдения.

## Фонд Чхве Джинсиль
Чхве Джинсиль была «большой сестрой», которая возглавляла так называемую «Ассоциацию Чхве Джинсиль». Это была дружная группа знаменитостей, в которую входили комики Ли Ен-Джа, Чжон Сун-Хэ, модели Хон Чжин-Кен, Ли Со-Ра и актрисы Чхве Хва-Чжун, Ом Чон Хва. После смерти Чхве они основали благотворительный фонд, названный в её честь.

## Синопсис дорамы
Синопсис дорамы «Потому что жизнь продолжается» (사노라면), который написала Чхве, был найден у неё дома уже после смерти актрисы.

## Фильмография

### Кино
| Год  | Название на английском                     | Название на корейском                  | Роль                                               |
| ---- | ------------------------------------------ | -------------------------------------- | -------------------------------------------------- |
| 1990 | Nambugun                                   | 남부군                                 | Nambugun                                           |
| 1990 | You Know What? It's a Secret 2             | 있잖아요 비밀이에요 2                  | Itjanayo Bimiriyeyo 2                              |
| 1990 | Kkokjiddan                                 | 꼭지단                                 | Kkogjidan                                          |
| 1990 | My Love, My Bride                          | 나의 사랑, 나의 신부                   | Naui Sarang Naui Sinbu                             |
| 1991 | Susanne Brink's Arirang                    | 수잔 브링크의 아리랑                   | Sujan Beuringkeu-ui Arirang                        |
| 1991 | The Room in the Forest                     | 숲속의 방                              | Supsogui Bang                                      |
| 1992 | Mister Mama                                | 미스터 맘마                            | Miseuteo Mamma                                     |
| 1993 | The Girl for Love and The One for Marriage | 사랑하고 싶은 여자, 결혼하고 싶은 여자 | Saranghago sipeun Yeoja, Gyeolhonhago sipeun Yeoja |
| 1994 | How to Top My Wife                         | 마누라 죽이기                          | Manura Jugigi                                      |
| 1994 | I Wish for What Is Forbidden to Me         | 나는 소망한다, 내게 금지된 것을        | Naneun Somanghanda Naege Geumjidoen Geoseul        |
| 1995 | Mom Has a New Boyfriend                    | 엄마에게 애인이 생겼어요               | Eommaege Aeini Saenggyeosseoyo                     |
| 1995 | Who Makes Me Crazy                         | 누가 나를 미치게 하는가                | Nuga Nareul Michige Haneunga                       |
| 1996 | Ghost Mamma                                | 고스트 맘마                            | Goseuteu mamma                                     |
| 1997 | Baby Sale                                  | 베이비 세일                            | Beibi Seil                                         |
| 1997 | Holiday In Seoul                           | 홀리데이 인 서울                       | Holidei in Seoul                                   |
| 1997 | The Letter                                 | 편지                                   | Pyeonji                                            |
| 1999 | Mayonnaise                                 | 마요네즈                               | Mayonejeu                                          |
| 2000 | The Legend of Gingko                       | 단적비연수                             | Tan Jeok Bi Yeon Su                                |

### Телевидение
| Год  | Название на английском                             | Название на корейском   | Роль                                  | Канал |
| ---- | -------------------------------------------------- | ----------------------- | ------------------------------------- | ----- |
| 1988 | 500 Years of Joseon: The Memoirs of Lady Hyegyeong | 조선왕조 오백년: 한중록 | Joseon Wangjo Obaengnyeon: Hanjungnok | MBC   |
| 1989 | 500 Years of Joseon: Pamun                         | 조선왕조 오백년: 파문   | Joseon Wangjo Obaengnyeon: Pamun      | MBC   |
| 1989 | Sleepless Tree                                     | 잠들지 않는 나무        | Jamdeulji anneun Namu                 | MBC   |
| 1990 | Gaksibang Sarang Yeollyeonne                       | 각시방 사랑 열렸네      | Gaksibang Sarang Yeollyeonne          | MBC   |
| 1990 | Our Paradise                                       | 우리들의 천국           | Urideurui Cheon-guk                   | MBC   |
| 1992 | Enchantment                                        | 매혹                    | Maehok                                | MBC   |
| 1992 | Jealousy                                           | 질투                    | Jiltu                                 | MBC   |
| 1993 | Stormy Season                                      | 폭풍의 계절             | Pokpung-ui Gyejeol                    | MBC   |
| 1994 | Scent of Love                                      | 사랑의 향기             | Sarang-ui Hyanggi                     | SBS   |
| 1995 | Asphalt Man                                        | 아스팔트 사나이         | Aseupalteu Sanai                      | SBS   |
| 1995 | Jazz                                               | 째즈                    | Jjaejeu                               | SBS   |
| 1995 | APT                                                | 아파트                  | Apateu                                | MBC   |
| 1996 | Promise                                            | 약속                    | Yaksok                                | MBC   |
| 1997 | Star in My Heart                                   | 별은 내 가슴에          | Byeoreun Nae Gaseume                  | MBC   |
| 1997 | You and I                                          | 그대 그리고 나          | Geudae Geurigo Na                     | MBC   |
| 1998 | Memories                                           | 추억                    | Chueok                                | MBC   |
| 1999 | Roses and Bean Sprouts                             | 장미와 콩나물           | Jangmiwa Kongnamul                    | MBC   |
| 2002 | Since We Met                                       | 그대를 알고부터         | Geudaereul Algobuteo                  | MBC   |
| 2004 | War of the Roses                                   | 장미의 전쟁             | Jangmiui Jeonjaeng                    | MBC   |
| 2005 | My Rosy Life                                       | 장밋빛 인생             | Jangmitbit Insaeng                    | KBS2  |
| 2007 | Bad Woman, Good Woman                              | 나쁜여자 착한여자       | Nappeun Yeoja, Chakhan Yeoja          | MBC   |
| 2008 | Last Scandal                                       | 내 생애 마지막 스캔들   | Nae Saeng-ae Majimak Seukaendeul      | MBC   |

## Награды и номинации

### Кинонаграды
- Большой колокол
  - 1995 — Лучшая актриса, «How to Top My Wife»
  - 1993 — Самая популярная актриса
  - 1991 — Лучшая новая актриса, «My Love, My Bride»
- Голубой дракон
  - 1991, 1992, 1993, 1994, 1995, 1997, 1998 — Popular Star Award
  - 1990 — Лучшая новая актриса, «Nambugun»
- Baeksang Arts Awards
  - 2006 — Лучшая женская роль
  - 1991, 1995, 1997 — Most Popular Actress
- Chunsa Film Art Awards
  - 1991 — Лучшая новая актриса

### Телевизионные награды
- KBS Drama Awards
  - 2005 — Top Excellence Award, Actress; Netizen Award; Best Couple Award
  - 1998 — Top Excellence Award, Actress
- MBC Drama Awards
  - 1997 — Top Excellence Award, Actress
  - 2008 — Achievement Award[62]
- SBS Drama Awards
  - 1994 — Top Excellence Award, Actress
  - 1995 — Top Excellence Award, Actress
- Grimae Awards
  - 1998 — Best Actress
- Korea Broadcasting Association Awards
  - 1998 — Best Actress

### Номинации
- 2008 MBC Drama Awards[63]
  - Top Excellence Award, Actress
  - Best Couple Award
- 2007 MBC Drama Awards
  - Top Excellence Award, Actress